# Stewart Cink
Stewart Ernest Cink (Huntsville, Alabama, 21 mei 1973) is een Amerikaanse professioneel golfer.
Hij werd al jong naar de drivingrange meegenomen om ballen te slaan, hoewel hij nog te jong was om de baan in te mogen.

Terwijl Cink Management aan de Georgia Tech studeerde, trouwde hij. Ze kregen twee zonen, Connor (1993) en Reagan (1997).

## Amateur
Cink speelde in Georgia voor de Yellow Jackets.

#### Teams
- All-American First Team 1993-95

## Professional
Stewart Cink werd in 1995 professional. In 1996 speelde hij de Nike Tour, waar hij 3 overwinningen behaalde, en Rookie of the Year werd. Hij won ook de Mexicaans open. In 1997 speelde hij op de Amerikaanse PGA Tour en werd weer Rookie of the Year. Cink was dat jaar de beste op de Canon Greater Hartford Open. 
In 2008 stond hij als zesde gerangschikt op de wereldranglijst. Na het winnen van het Travellers Championship had hij een mijlpaal bereikt: hij had meer dan $25.000.000 in zijn carrière verdiend. Hij kreeg er ook voor de vierde maal een plaats mee in het Ryder Cup team. Samen met zijn landgenoten won Cink ook de Ryder Cup 2008. 
In 2009 was hij de beste in 1 van de 4 majors dankzij winst op  de The Open Championship 2009 na een play-off tegen Tom Watson. Hiervoor moesten vier holes gespeeld worden, ongeacht de score. Cink maakte 4-3-4-3 = 14, terwijl Watson 5-3-7-5 = 20. Elf jaar na zijn laatste winst op de PGA tour won hij in 2020 opnieuw een toernooi op deze tour dankzij winst op de Safeway Open.

### Overwinningen
| Jaar | Toernooi                                                           | Tour                                                       |
| ---- | ------------------------------------------------------------------ | ---------------------------------------------------------- |
| 1996 | Nike Ozarks Open                                                   | Nike Tour                                                  |
| 1996 | Nike Colorado Classic                                              | Nike Tour                                                  |
| 1996 | Nike Tour Championship                                             | Nike Tour                                                  |
| 1996 | Mexicaans Open                                                     | -                                                          |
| 1997 | Canon Greater Hartford Open                                        | Amerikaanse PGA Tour                                       |
| 1999 | Mexicaans Open                                                     | -                                                          |
| 2000 | MCI Classic                                                        | Amerikaanse PGA Tour                                       |
| 2000 | Presidents Cup                                                     | -                                                          |
| 2004 | MCI Heritage Golf Classic                                          | Amerikaanse PGA Tour                                       |
| 2004 | WGC-NEC Invitational                                               | Amerikaanse PGA Tour en Europese PGA Tour                  |
| 2005 | Presidents Cup                                                     | -                                                          |
| 2005 | World Cup                                                          | -                                                          |
| 2006 | Wendy's 3-Tour Challenge, samen met Zach Johnson en Scott Verplank | -                                                          |
| 2007 | CVS Caremark Charity Classic, samen met J.J. Henry                 | -                                                          |
| 2007 | Presidents Cup                                                     | -                                                          |
| 2008 | Travelers Championship                                             | Amerikaanse PGA Tour                                       |
| 2008 | Ryder Cup                                                          | -                                                          |
| 2009 | The Open Championship 2009                                         | Amerikaanse PGA Tour, Europese PGA Tour en Japan Golf Tour |
| 2009 | Presidents Cup                                                     | -                                                          |
| 2013 | Father/Son Challenge, samen met Connor Cink                        | -                                                          |
| 2020 | Safeway Open                                                       | Amerikaanse PGA Tour                                       |

### Resultaten op deMajors
| Major                 | 1996 | 1997 | 1998 | 1999 | 2000 | 2001 | 2002 | 2003 | 2004 | 2005 | 2006 | 2007 | 2008 | 2009 | 2010 | 2011 | 2012 | 2013 | 2014 | 2015 | 2016 | 2017 | 2018 | 2019 | 2020 |
| --------------------- | ---- | ---- | ---- | ---- | ---- | ---- | ---- | ---- | ---- | ---- | ---- | ---- | ---- | ---- | ---- | ---- | ---- | ---- | ---- | ---- | ---- | ---- | ---- | ---- | ---- |
| Masters Tournament    |      | CUT  | T23  | T27  | T28  | CUT  | T24  |      | T17  | T20  | T10  | T17  | T3   | CUT  | CUT  | CUT  | T50  | T25  | T14  |      |      |      |      | CUT  |      |
| U.S. Open             | T16  | T13  | T10  | T32  | T8   | T3   | CUT  | T28  | CUT  | T15  | T37  | CUT  | T14  | T27  | T40  | CUT  | CUT  | CUT  | T54  |      |      | T46  |      |      |      |
| The Open Championship |      |      | T66  | CUT  | T41  | T30  | T59  | T34  | T14  | CUT  | CUT  | T6   | CUT  | T1   | T48  | T30  | CUT  | T26  | T47  | T20  |      | CUT  | T24  | T20  |      |
| PGA Championship      |      | CUT  | CUT  | T3   | T15  | T59  | T10  | CUT  | T17  | T28  | T24  | T32  | CUT  | T67  | T18  | CUT  | CUT  | CUT  | CUT  |      |      |      | T4   |      |      |

CUT = miste de cut halverwege